# Diores (Sohn des Priamos)
Diores (altgriechisch Διώρης Diṓrēs) ist eine Gestalt der griechischen Mythologie.
In Vergils Aeneis ist Diores ein Sohn des Priamos, der den Aeneas auf seinen Fahrten nach dem Trojanischen Krieg begleitet, und Bruder des Amykos. Diores nahm am Wettlauf anlässlich der Leichenfeier für Anchises, den Vater des Aeneas, teil, der in Drepanon auf Sizilien gestorben war. Er kam auch als Dritter ins Ziel, doch da dem Salius der Sieg durch eine List genommen worden war, wäre er fast ohne Preis geblieben. Aeneas aber entschied, dem Salius einen Sonderpreis zukommen zu lassen, und Diores gewann einen argivischen Helm für seinen dritten Platz.
Im letzten Kampf mit den Rutulern in Latium wurde er von deren König Turnus zusammen mit seinem Bruder vom Pferd gestoßen. Im sich anschließenden Fußkampf tötete ihn Turnus mit der Lanze, während sein Bruder durch das Schwert fiel. Beiden hieb Turnus den Kopf ab und hängte die Trophäen an seinem Kampfwagen auf.